# Caneadea
Caneadea – miasto w Stanach Zjednoczonych, w stanie Nowy Jork, w hrabstwie Allegany.